# Biafra (cantor)
Maurício Pinheiro Reis, mais conhecido como Biafra ou Byafra (Niterói, 15 de outubro de 1957), é um cantor e compositor brasileiro.
Seus maiores sucessos, "Leão Ferido" (incluído no álbum Despertar de 1981) e "Sonho de Ícaro" (incluído no álbum Existe Uma Ideia de 1984), renderam-lhe dois Discos de Ouro. Compositor de muitos temas de novelas, lançou 14 álbuns, que venderam mais de 8 milhões de cópias ao longo da carreira. Como compositor, Biafra registrou sua obra na voz de grandes artistas como Roberto Carlos, Ney Matogrosso, Simone, Chitãozinho & Xororó, Chrystian & Ralf, Rosana, Xuxa, Angélica, KLB, Danilo Caymmi e muitos outros.
Em 1998, antes do lançamento do álbum Ícaro, trocou o "i" pelo "y" em seu nome artístico (de Biafra para Byafra) para evitar aparecer na mesma página da guerra civil nigeriana nos sites de busca da internet. Em 2021, voltou a usar a o "i"em seu nome artístico.

## Biografia

### Início
O sobrado da Rua Raul Pompéia, 37, em Niterói (RJ), estremecia com as pancadas dos pedaços de cabo de vassoura sobre as latas de tinta vazias. No comando da percussão, Biafra, que naquela época, aos 12 anos de idade, era apenas Maurício, filho caçula de uma família de três irmãos. No segundo andar, sua avó, Dona Aura, tentava em vão dormir um pouco depois do almoço. Impossível: o ruído invadia o quarto apesar das portas e janelas fechadas. O pior é que essa cena se repetia todos os dias.
Mulher inteligente e de grande vocação diplomática, Dona Aura percebeu que o problema não se resolveria com uma simples bronca no neto ou com meia dúzia de gritos. Num belo dia, a senhora entra na garagem e interrompe o solo de percussão com um presente: uma bela flauta doce, acompanhada de um certificado de inscrição num curso de música, para aprender o instrumento. A única coisa que Dona Aura não sabia era que além de resolver o seu problema, também estava proporcionando o início da carreira de um dos mais queridos artistas da música popular romântica do Brasil.
No dia em que Biafra nasceu, os americanos perdiam o sono com o Sputnik 1 (primeiro satélite feito pelo homem) lançado 11 dias antes pelos soviéticos e que sobrevoava Nova Iorque seis vezes por dia. Três meses depois do nascimento do cantor, o clube que viria a ser uma de suas grandes paixões, o Botafogo, comemorava um dos maiores campeonatos de sua história, após golear o Fluminense na final por 6 X 2. No Planalto Central, o presidente Juscelino Kubitschek acelerava seus candangos para inaugurar Brasília dentro do prazo. No mundo da música, Elvis Presley dava as cartas no cenário internacional e no Brasil a Bossa Nova ainda engatinhava. Os fenômenos que iriam forjar a personalidade musical de Biafra ainda estavam em gestação. A salada formada por Beatles, Roberto Carlos, Caetano Veloso, Pink Floyd, Fagner e Novos Baianos – algumas de suas principais influências – estava apenas sendo preparada para entrar no cardápio dos anos 60.
Desde que recebeu a flauta das mãos da Dona Aura, Biafra passou a se alimentar de música todos os dias. A vontade de cantar o levou ao Coral do Centro Educacional de Niterói, comandado pelo Maestro Hermano Soares de Sá. Logo estaria embarcando com seus colegas de coro para várias apresentações incluindo uma participação internacional no Festival de Aberdeen, na Escócia, para cantar peças de Villa-Lobos. Foi nessa época, por ser muito magro, que recebeu dos colegas de escola o apelido que viria a adotar como nome artístico.
Na metade dos anos 70, a carreira musical já era seu principal projeto de vida. E foi nessa época que nasceu O Circo, banda que teve rápido sucesso em apresentações em Niterói e no interior do Estado do Rio. Como principal vocalista do grupo, Biafra começou a ganhar intimidade com os palcos. E foi acompanhado por seus colegas de O Circo que Biafra entrou pela primeira vez no velho estúdio da CBS (hoje Sony Music), na Praça da República, centro do Rio de Janeiro, para gravar seu primeiro álbum, na época editado em LP e cassete.
Lançado em 1979, Primeira Nuvem foi rapidamente adotado pelas rádios de todo o Brasil. Uma das canções, composta pelo próprio Biafra e por Luiz Eduardo Farah, transformou-se em grande sucesso: “Helena”. Poucas semanas depois de introduzida nas rádios, essa faixa ganhou popularidade ainda maior ao ser incluída na trilha sonora da novela Marron Glacê, da Rede Globo. Essa mesma emissora iria, ao longo dos anos, solicitar mais sete músicas de Biafra para suas novelas (ver lista abaixo), identificando suas canções com vários personagens famosos.

### Sucesso
Em 1981, lançou o álbum Despertar. A canção "Leão Ferido" fez sucesso, impulsionando a venda do álbum. Despertar foi certificado disco de ouro, pelas vendas superiores a 100 mil cópias.  A faixa "Vinho Antigo", presente no álbum, entrou na trilha sonora da novela Jogo da Vida.
Em 1984, lançou o álbum Existe uma Ideia, que tinha o sucesso "Sonho de Ícaro" (Piska e Cláudio Rabello). Esse álbum também recebeu o certificado de disco de ouro.
Desde esse início vitorioso até hoje, Biafra jamais deixou de ter suas canções cantadas e lembradas por fãs de todas as gerações. São ao todo 12 álbuns inéditos e duas compilações que compõem um capítulo importante da Música Popular Brasileira.

### Recente
No dia 8 de setembro de 2009, foi lançado um vídeo no YouTube, no qual Biafra é atingido involuntariamente por um parapente enquanto cantava para uma gravação de TV, a música de seu maior sucesso, Sonho de Ícaro, no Rio de Janeiro. Um episódio cômico da vida de Biafra, que encarou a situação com muito bom humor.
Em 2021, após perder a mãe para a Covid-19, grava um samba de protesto chamado “Brasil” e “Ione”, que leva o nome de sua mãe Delva Ione.
Em 2022, estreia o show “4.0”, onde comemora seus 40 anos de carreira.

## Discografia

### Álbuns de estúdio
- 1979 - Primeira Nuvem (CBS / Sony Music)
- 1980 - Biafra (CBS / Sony Music)
- 1981 - Despertar (CBS / Sony Music) - Disco de Ouro[3]
- 1982 - Menino (CBS / Sony Music)
- 1984 - Existe Uma Idéia (Barclay / PolyGram) - Ouro[3]
- 1985 - O Sonho Deve Ser (Barclay / PolyGram)
- 1986 - Toque (Barclay / PolyGram)
- 1987 - Biafra (3M / Phonodisc - Atração Fonográfica)
- 1988 - Bye Bye / Sonho de Ícaro [Disco Mix] (PolyGram)
- 1989 - Biafra (Esfinge)
- 1991 - Minha Vida de Artista (Epic / Sony Music)
- 1992 - Mi Vida de Artista - en español - (Epic / Sony Music)
- 1992 - Anjo da Guarda - (RGE)
- 1994 - Infinito Amor - (Continental / Warner Music)
- 1998 - Ícaro (Índie Records)
- 2002 - Segundas Intenções (Green Songs)

### Álbuns ao vivo
- 2013 - Ao Vivo

### Álbuns de compilações
- 1984 - Aplauso - O Melhor de Biafra (Opus Columbia / Sony Music)
- 1994 - A Popularidade de Biafra (PolyGram)
- 1996 - Série Brilhantes (Columbia / Sony Music)

## Trilhas sonoras de telenovelas
- 1979 - "Helena" - Marron Glacê
- 1981 - "Vinho Antigo" - Jogo da Vida[8]
- 1983 - "Aguardente" - Voltei Pra Você
- 1985 - "Seu Nome" - A Gata Comeu
- 1990 - "Machuca e Faz Feliz" - Barriga de Aluguel
- 1991 - "Te Amo" - Salomé
- 1993 - "Fantasia Real" - Mulheres de Areia
- 1996 - "Antes Que Eu Te Esqueça" - Quem é Você